# لوئیجی کوستییلو
لوئیجی کوستییلو (ایتالیایی: Luigi Costigliolo; ۲۴ آوریل ۱۸۹۲ – ۲۲ اوت ۱۹۳۹) ژیمناست هنری اهل ایتالیا بود.